# Anatoli Kárpov
Anatoli Yevguénevich Kárpov (óblast de Cheliábinsk, 23 de mayo de 1951) es un gran maestro internacional de ajedrez, campeón del mundo entre 1975 y 1985, y campeón mundial versión FIDE entre 1993 y 1999.
En su haber está haber disputado diez finales por el título mundial, haber sido campeón mundial por 16 años, además de haber ganado más de 160 torneos en solitario y compartiendo el primer lugar.
Su mejor Elo es de 2780, logrado en julio de 1994. Kárpov ha ganado el campeonato de la URSS de ajedrez en tres ocasiones, en 1976 y 1983 en solitario y en 1988, cuando compartió el primer puesto con Garri Kaspárov. Ha ganado nueve veces el Óscar del Ajedrez.
Estuvo durante 38 años (desde 1971 hasta 2009) entre los 100 primeros del mundo. En agosto de 2015 ocupaba el 159.º puesto del mundo en la lista de la FIDE con un Elo de 2628, y número 32 de Rusia.
Además de ser ajedrecista profesional, estudió economía y tiene un Doctorado en economía; actualmente es profesor honorífico de la Escuela Superior Internacional de Negocios de Moscú.
Un hecho destacado de la vida de Anatoli Kárpov fue el que junto con Garri Kaspárov acordaron donar 650 000 dólares de los premios del encuentro por el título mundial de 1986 para la Fundación de ayuda a las víctimas de Chernóbil.
Tiene una plaza en su honor en el municipio de Santa María de Guía de Gran Canaria donde vivió durante 5 años encima del Restaurante Tiscamanita.

## Biografía

### Inicios de su carrera

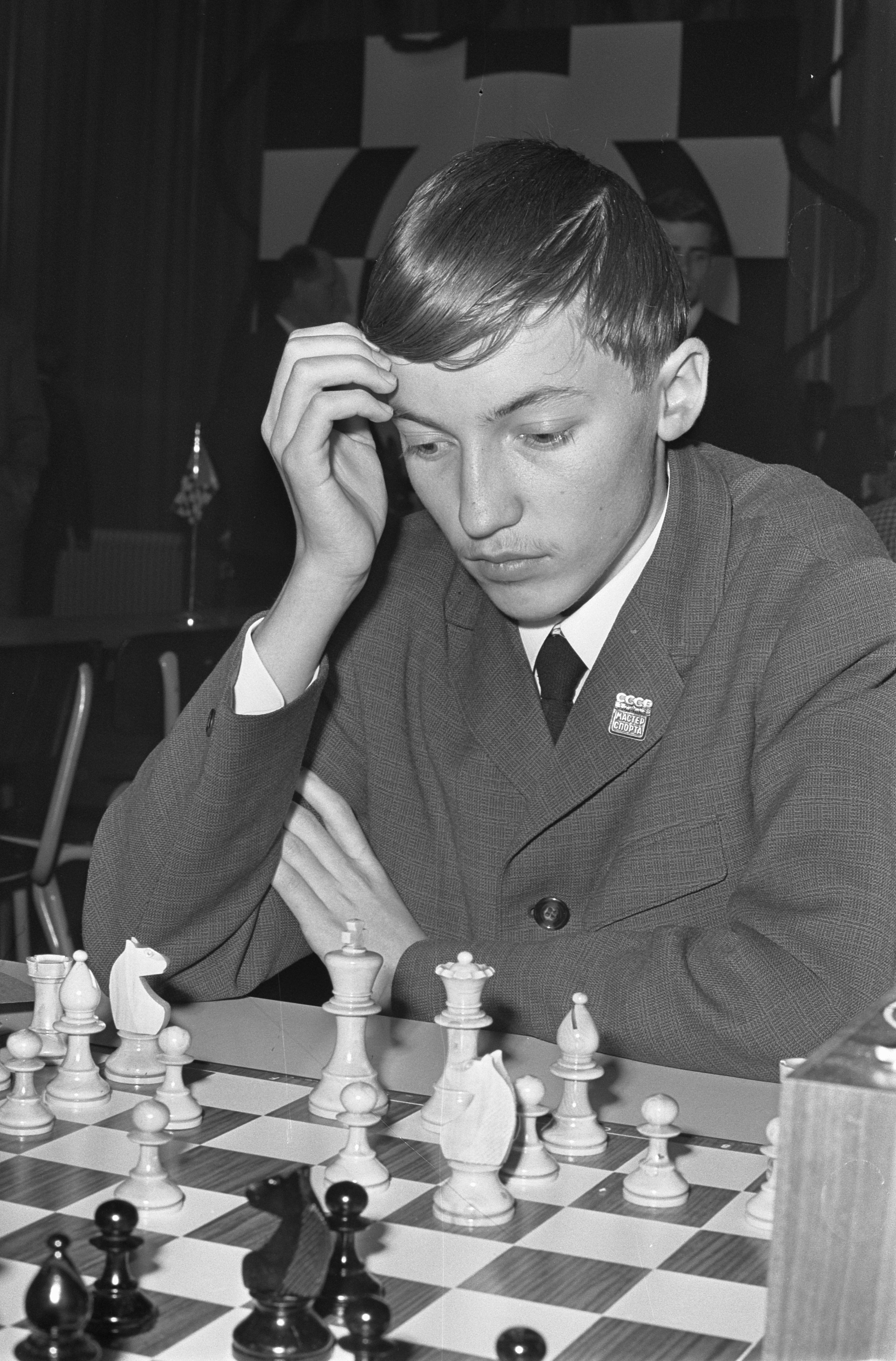
Kárpov en 1967.

Su carrera fue exitosa desde muy temprano. Se convirtió en el maestro nacional más joven de la Unión Soviética en 1966 a los 15 años de edad al obtener 10 puntos (+5-0=10) en el torneo celebrado en Leningrado entre un equipo de maestros y uno de candidatos a maestro. Un hecho curioso fue su primera participación en un torneo internacional. La federación Checoslovaca solicitó, en 1966, a la federación soviética 2 ajedrecistas para que participaran en un torneo en Trinec y hubo un error por parte de esta última, en la cual se pensó que era un torneo para juveniles, por lo que enviaron a Anatoli Kárpov y a Kupreichik. Los organizadores del evento percibieron el error cuando era muy tarde para hacer modificaciones y dejaron jugar a los 2, siendo ellos quienes ocuparon el primer y segundo lugar. Kárpov fue primero con 11 puntos y Kupreichik segundo (empatado) con 9.5 puntos. En 1969 ganó el campeonato mundial juvenil jugado en Estocolmo y al año siguiente, obtuvo la norma de gran maestro internacional al ocupar el cuarto puesto en un torneo internacional en Caracas.
Con 12 años entró a la recién fundada escuela de ajedrez del excampeón mundial Mijaíl Botvínnik; sin embargo, en 1968 conoció al entrenador de ajedrez Semyon Furman, quien radicaba en Leningrado. La relación entre los dos fue tan estrecha, que llevó a Kárpov pedir su traslado de la Facultad de Mecánica y Matemáticas de la Universidad de Moscú a la Facultad de Economía de la Universidad de Leningrado. Esta relación dio muchos frutos, pues Furman descubrió el gran talento de Kárpov y sabía mejor que nadie como cultivarlo.
Los siguientes años vieron una rápida consolidación y en 1973 obtuvo el segundo lugar en el campeonato soviético y el primero en el torneo interzonal de Leningrado, lo que le dio derecho a participar en el Torneo de Candidatos al título mundial. Tras vencer en cuartos de final a Lev Polugayevski  (+3 =5 -0), debió enfrentarse al excampeón mundial Borís Spaski, a quien derrotó convincentemente y contra todo pronóstico (+4 =6 -1). En la final, superó a Víktor Korchnói por un estrechísimo 12,5-11,5 (+3 =19 -2).

### Campeón del mundo 1975-1985
El haber ganado el Torneo de Candidatos le dio el derecho a enfrentarse a Bobby Fischer por la corona mundial; pero la renuncia del estadounidense a defender su título lo convirtió en 1975 en el 12.º campeón mundial sin necesidad de jugar una partida. Esta situación lo llevó a probar que era efectivamente el jugador más fuerte del mundo y no un «campeón de papel», objetivo que cumplió con pleno éxito defendiendo su título en Baguio en 1978 (+6 =21 -5, Campeonato Mundial de Ajedrez 1978) en Merano 1981 (+6 =10 -2, Campeonato Mundial de Ajedrez 1981) ante Víktor Korchnói con resultados de 6-5 y 6-2 respectivamente (las tablas no contaban). Además, ganó incontables torneos y fue el líder indiscutido hasta la aparición de Garri Kaspárov, con quien se enfrentaría durante más de una década en una rivalidad tan fuerte y apasionante como pocas en la historia del deporte.
Es necesario mencionar que a pesar de ser campeón mundial en el citado periodo, hubo también un estancamiento en Kárpov, debido a que era muy superior a sus rivales y no desarrolló todo su potencial. Si bien es considerado como un gran estratega, siendo inigualable en finales, no desarrolló con fuerza la etapa de apertura y de haber tenido que jugar el encuentro con Fischer, hubiera tenido un rival extraordinario, quien lo hubiera hecho trabajar tan fuerte como lo hizo luego con Kaspárov. Esto se resume en que Kárpov perdió los mejores años de su vida para desarrollar completamente su potencial.
Otro hecho que influyó mucho en el estancamiento de Kárpov fue la muerte de Furman en 1978, debido a que fue literalmente su padre ajedrecístico, por ello no tuvo entrenador jefe que pudiera orientarlo (como lo hacía Furman) para el encuentro de 1978 contra Korchnói y es muy probable que este fuera el motivo de un triunfo tan estrecho.

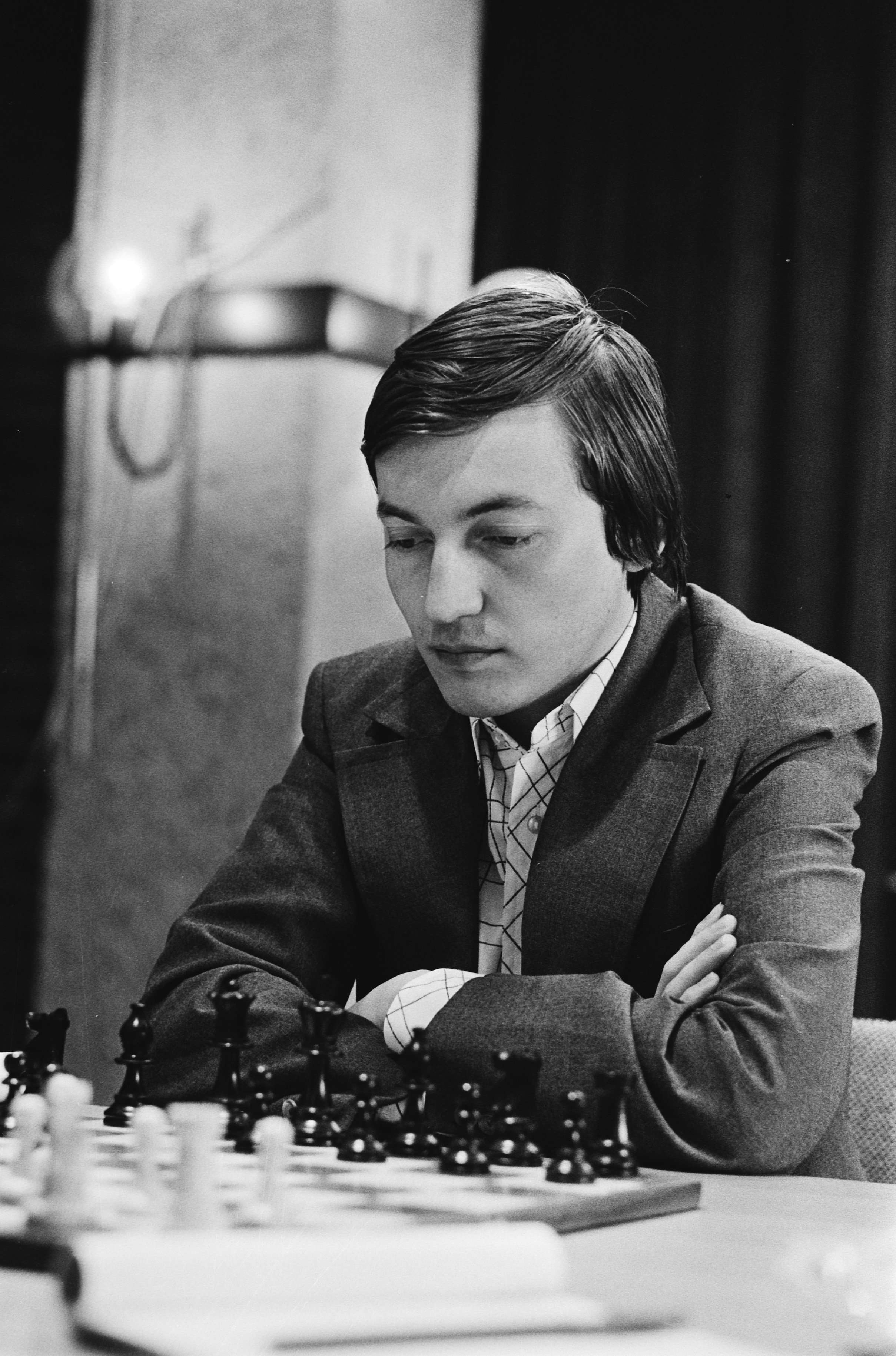
Anatoli Kárpov en 1979.

### La partida no jugada de 1975 y las consecuencias para Kárpov
Respecto del campeonato mundial de 1975 que no se disputó, se debe decir que si bien muchos entendidos consideran a Bobby Fischer el mejor jugador de todos los tiempos; Kárpov, en opinión de Kaspárov, era el líder de una nueva generación de ajedrecistas que había cambiado la comprensión de las aperturas además de haber derrotado convincentemente a Polugayevski y Spassky. Además, Fischer no había jugado ningún encuentro oficial desde que ganó el título (llevaba 3 años sin jugar), y trabajaba en solitario, mientras que Kárpov tenía a todos los grandes maestros de la URSS para ayudarlo. Esto llevó a Fischer a tener miedo de no saber cómo prepararse para el encuentro y finalmente desistió de defender su título.
En palabras de Kárpov, en el año 1975 las probabilidades de ganar de Fischer hubieran sido del 60%, sin embargo su ajedrez progresó mucho en 1976 (en gran parte debido a haber asimilado todo lo estudiado para el encuentro no celebrado) y que en dicho año las probabilidades estaban equilibradas. A su juicio, en 1977 él ya era superior a Fischer.
De haberse realizado el citado duelo, podrían haber ocurrido estos hipotéticos escenarios:
- Fischer derrota por escaso margen a Kárpov en 1975, pero este gana el torneo de candidatos y lo derrota en 1978. En 1981 se vuelven a enfrentar y Kárpov lo derrota de modo convincente.
- Fischer derrota estrechamente a Kárpov en 1975, al suceder esto, Fischer se ve obligado a jugar activamente y lucha encarnecidamente para ser el indiscutido número uno. Kárpov, por su parte, hace lo mismo; gana el torneo de candidatos y empatan en 1978 por lo que Fischer retiene el título. En 1981 se vuelven a enfrentar y Kárpov lo derrota de modo convincente.
- Fischer derrota por estrecho margen a Kárpov en 1975, al suceder esto, Fischer se ve obligado a jugar activamente y lucha encarnecidamente para ser el indiscutido número uno. Kárpov, por su parte, hace lo mismo; gana el torneo de candidatos y lo derrota en 1978. En 1981 se vuelven a enfrentar y Kárpov lo derrota de modo convincente.
- Kárpov derrota a Fischer en 1975, Fischer se ve obligado a jugar activamente, gana el torneo de candidatos. En este escenario Kárpov trabaja más fuerte que nunca para ser superior a Fischer para retener el título. Kárpov logra ganar muy ajustadamente en 1978. Fischer se impone en el siguiente torneo de candidatos pero pierde de modo más convincente en 1981.

Finalmente cualquier de estos escenarios hubiera resultado en un Kárpov alcanzando su máximo potencial y entrando a los 30 años muy curtido por los encuentros con Fischer, lo que le hubiera permitido recién haber perdido el título en 1990 para Kaspárov (el mismo Kaspárov hubiera tenido que superar a Fischer como retador de Kárpov). Es bueno mencionar, que Tibor Károlyi expone en el prefacio de su libro: "Kárpov's Strategic Wins 2: The Prime Years 1986-2009" que solamente después de haber perdido el título (a partir de los 34 años) es cuando Kárpov juega su mejor ajedrez; trabajando más fuerte que nunca para recuperar su título. Esto permite reforzar la hipótesis presentada en esta sección.
Al margen de estas hipótesis, lo real es que Kárpov siempre quiso ganar el título jugando y es muy evidente la cara de frustración que tiene al ser coronado por el presidente de la FIDE, Max Euwe, como campeón mundial. Kárpov mantuvo tres reuniones clandestinas (para no tener problemas con las autoridades de la URSS) con Fischer para negociar la posibilidad de un encuentro: Tokio, Madrid-Córdoba y Washington, entre 1976 y 1977. El resultado de las mismas fue que siempre Fischer dificultaba las mismas, porque en el fondo, después de haber ganado el título de campeón, tenía miedo a perder y esto era un factor psicológico que jugaba en su contra.

### Campeonato del mundo de 1984, rivalidad con Kaspárov: 1984-1990
En 1984, debió defender su título contra Kaspárov y tras una polémica cancelación de la partida por parte del presidente de la FIDE, Florencio Campomanes, después de más de cinco meses de juego (tras liderar Kárpov 5-0, el aspirante se acercó a 5-3 al ganar consecutivamente las partidas 47 y 48 [+5 =40 -3]; Campeonato Mundial de Ajedrez 1984-85), mantuvo la corona hasta el 9 de noviembre de 1985, en que fue batido por Kaspárov (+5 =16 -3; Campeonato Mundial de Ajedrez 1985). Tras este, jugó tres apretadísimos encuentros, perdiendo dos y empatando uno: en Leningrado 1986 por 12,5-11,5 (+5  =15 -4, Campeonato Mundial de Ajedrez 1986), en Sevilla 1987 12-12 (+4 =12 -4; el campeón, Kaspárov, mantenía el título en caso de empate; Campeonato Mundial de Ajedrez 1987) y en Nueva York-Lyon 1990 12,5-11,5 (+4 =11 -3; Campeonato Mundial de Ajedrez 1990). Durante este periodo, Kárpov y Kaspárov eran los 2 únicos jugadores activos que superaban la barrera de los 2700 de Elo.
Es bueno resaltar que el gran perjudicado de la cancelación de la partida de 1984 fue Kárpov, puesto que él solamente tenía que ganar una partida, mientras que Kaspárov necesitaba tres victorias más. Como sustento, se puede citar la partida de Baguio 1978, en el que Kárpov, tras ir ganando 5-2, pierde consecutivamente las partidas número 28 y 29, empata la número 30 y pierde la número 31, quedando en encuentro empatado 5-5. Es en ese instante cuando Kárpov saca fuerzas de flaqueza y se impone ganando la partida número 32. De esto se desprende la hipótesis de que Kárpov hubiera podido ganar la partida número 49 de la partida de 1984 y se hubiera mantenido campeón, como mínimo hasta 1987.

### Periodo de desilusión y recuperación del título de campeón del mundo en 1993
Después de casi haber recuperado el título en 1987 (estaba ganando por un punto hasta que perdió la partida final y el encuentro quedó empatado) y de perder la partida de 1990 por la mínima diferencia, Kárpov cayó en un periodo de desilusión y desánimo pues pensó que no podría recuperar el título. En 1991 jugó un disputado match contra Anand, que ganó por la mínima diferencia al vencer la octava partida. En 1992 perdió contra todo pronóstico contra Nigel Short por 4-6 en Linares. Sin embargo, tras el cisma en la cumbre del ajedrez mundial que creó dos campeonatos del mundo, al separarse Kaspárov de la Federación Internacional. La FIDE disputó la final del campeonato mundial entre Jan Timman, finalista del torneo de candidatos y el campeón mundial anterior, es decir Kárpov. Esto hizo que renaciera en Kárpov la voluntad de luchar y recuperó el título en 1993 en el match contra Jan Timman en Yakarta. Este nuevo título, no obstante, no se equiparaba con el que ostentó hasta 1985, precisamente por el ambiente dividido en que se genera, y a que Kaspárov continuaba ostentando el número uno del escalafón con 2815 de Elo, mientras que Kárpov tenía 2760.

### Periodo de 1994 hasta 1999
En esta época, se considera su mayor éxito su actuación en el torneo de Linares 1994, el más fuerte de la historia hasta ese momento, y donde se impuso con un margen de 2,5 puntos sobre los segundos (Kaspárov y Shírov). Su resultado de 11/13, con una performance elo de 2985, en un torneo de promedio elo de 2685 es el más fuerte registrado en la historia hasta el triunfo de Magnus Carlsen en el Torneo Pearl Spring de 2009, quien se impuso también con un margen de 2,5 puntos sobre el segundo (Veselin Topalov) con una performance elo de 3002, en un torneo de promedio elo de 2764. El triunfo en Linares permitió darle valor a su título de Campeón Mundial de Ajedrez, versión Fide, demostrando, nuevamente, que no era un campeón de papel, además que reavivó el interés en un nuevo partido contra Kaspárov Campeón Mundial de Ajedrez, versión PCA, para la reunificación del título de Campeón Mundial de Ajedrez.
Después de Linares 1994 ya no ganó ningún torneo de los considerados top, sin embargo sus actuaciones se consideran dignas de su calibre aún; esto mucho se debe a su incursión en la política de Rusia y otras muchas actividades externas al ajedrez así como al exceso de juegos, sin darse un tiempo entre torneos para prepararse o simplemente para descansar. Algunos inclusive con esto justifican la derrota de Kárpov ante Short en el torneo de candidatos. Lo anteriormente expuesto, sumado a sus 43 años y a no haber incorporado en análisis de computador para desarrollar nuevas ideas de apertura son los motivos de su declive a partir de 1994, momento en que comienza a ser superado por una nueva generación de grandes maestros como Viswanathan Anand, Vladímir Krámnik, Veselin Topalov, todos ellos campeones mundiales en la primera década del nuevo milenio. De cualquier manera, defendió su título nuevamente en 1996 contra Gata Kamsky ganándolo por un incuestionable +6 -3 =9. Si bien mantuvo el título FIDE en diciembre de 1996 quedó último en el super torneo de Las Palmas, donde participaron los más fuertes jugadores del momento (1 Kaspárov, 2 Anand, 3-4 Topalov y Kramnik, 5-6 Ivanchuk y Kárpov), sin ganar partida alguna. Esto hizo que se perdiera el interés de los patrocinadores para un sexto encuentro con Kaspárov, a disputarse en 1997, para reunificar el título.
En 1998 revalidó nuevamente el título FIDE contra Viswanathan Anand, en un disputado y agitado choque, donde empataron en los 6 juegos reglamentarios (+2 -2 =2) y finalmente Kárpov se impuso en los juegos rápidos (+2-0).
Finalmente, en 1999 se negó a defender su título de la FIDE por incompatibilidad de opiniones y paulatinamente se alejó de los primeros puestos de la clasificación oficial; para ilustrar su declive, se puede citar que entre 1986 hasta 1995 fue segundo del ranking mundial, detrás de Kaspárov; en 1996 y 1997 fue tercero detrás de Kaspárov y Krámnik; comenzó 1998 como sexto y 1999 como décimo.

### Periodo de 2000 hasta 2009
Comenzó la década de 2000 como el 11 del mundo y finalizó la misma saliendo de los 100 primeros en septiembre de 2009.

### Periodo de 2010 hasta la actualidad
Si bien ya no está entre los 100 primeros de mundo, Kárpov sigue participando especialmente en torneos de ajedrez rápido, en los cuales no muestra declive. Como ejemplo se puede citar que ganó en 2011 el torneo Cap d'Agde Rapid, venciendo en la final a Vasili Ivanchuk. En dicha época Kárpov poseía un elo de 2619 y su rival tenía elo de 2775 y estaba entre los 6 primeros del mundo.

## Estilo de juego
El primer libro de ajedrez que estudió fue el libro de Panov sobre Capablanca, motivo por el cual se vio inicialmente muy influenciado por José Raúl Capablanca. También, como Tigrán Petrosián, es un genio de la profilaxis, pero a diferencia de este último, no espera el descuido del rival, sino que juega activamente.
Debido a su juego, netamente posicional, y a las conclusiones a las que llegó después de los campeonatos de 1985 y 1986, prefiere, cuando abre con blancas, jugar d4 o c4. Con negras mayormente responde a e4 con la Caro Kann, de la cual es un gran especialista. Los jugadores han tenido muchos problemas cuando intentan responder a su lance inicial de d4 con la defensa Grünfeld, pues es un gran especialista en neutralizar dicha defensa.
Vladímir Krámnik describió lo siguiente sobre el estilo de Kárpov, respecto a la partida que perdió con él en el torneo de Linares 1994:
"Yo tenía un final un poco inferior, pero para nada preocupante; después de hacer jugadas normales, quedé en posición perdedora. Admito que después de la partida no podía entender que había pasado y eso que yo estaba en el top ten. Fue una de esas partidas en las que me sentí como un idiota, como si no supiera nada de ajedrez. Eso es algo que muy raramente ocurre a los jugadores de élite, pues por lo menos uno es capaz de reconocer las razones de la derrota. Estas partidas son difíciles de describir. Hay algo en ellas que no se puede entender, una especie de espíritu Kárpoviano".

## Partidas memorables
- Anatoli Kárpov vs Yevgeni Gik, Campeonato de la Universidad de Moscú 1968
- Jan Smejkal vs Anatoli Kárpov, Torneo Interzonal Leningrado 1973
- Anatoli Kárpov vs Lev Polugayevski, Cuartos de final Encuentro de candidatos 1974, partida 6
- Anatoli Kárpov vs Borís Spasski, Semifinal Encuentro de candidatos 1974, partida 9
- Anatoli Kárpov vs Víktor Korchnoi, Final de candidatos 1974, partida 2
- Stefano Tatai vs Anatoli Kárpov, Las Palmas 1977
- Anatoli Kárpov vs Víktor Korchnoi, Campeonato del Mundo 1978, partida 14
- Jan Timman vs Anatoli Kárpov, Montreal 1979
- Anatoli Kárpov vs Garri Kaspárov, Campeonato del Mundo 1984, partida 9
- Anatoli Kárpov vs Garri Kaspárov, Campeonato del Mundo 1985, partida 22
- Anatoli Kárpov vs Garri Kaspárov, Campeonato del Mundo 1986, partida 5
- Anatoli Kárpov vs Andréi Sokolov, Super final de candidatos 1987, partida 10
- Garri Kaspárov vs Anatoli Kárpov, Campeonato del Mundo 1987, partida 16
- Anatoli Kárpov vs Garri Kaspárov, Campeonato del Mundo 1987, partida 23
- Anatoli Kárpov vs Garri Kaspárov, Campeonato del Mundo 1990, partida 17
- Anatoli Kárpov vs Viswanathan Anand, Cuartos de final Encuentro de candidatos 1991, partida 4
- Anatoli Kárpov vs Nigel Short, Semifinal Encuentro de candidatos 1992, partida 7
- Anatoli Kárpov vs Jan Timman, Campeonato del Mundo Fide 1993, partida 6
- Anatoli Kárpov vs Veselin Topalov, Torneo de Linares, 1994
- Anatoli Kárpov vs Vladímir Kramnik, Torneo de Linares 1994
- Boris Gélfand vs Anatoli Kárpov, Final encuentro de candidatos 1995, partida 9
- Gata Kamski vs Anatoli Kárpov, Campeonato del Mundo Fide 1996, partida 4
- Gata Kamski vs Anatoli Kárpov, Campeonato del Mundo Fide 1996, partida 14
- Viswanathan Anand vs Anatoli Kárpov, Campeonato del Mundo Fide 1998, partida 4
- Anatoli Kárpov vs Piotr Svidler, Dos Hermanas 1999
- Anatoli Kárpov vs Judit Polgár, Linares 2001
- Anatoli Kárpov vs Peter Léko, Cannes 2002

## Partidas contra otros grandes maestros
Solamente están incluidas las partidas estándar; Esta lista es la misma de la versión de Anatoli Kárpov de Wikipedia en inglés. La referencia es +victorias −derrotas =empates del 2 de mayo de 2014.)

En negrita están resaltados los campeones mundiales unificados
- Michael Adams +2-1=6
- Vishwanathan Anand +5-11=29
- Borís Gélfand +10−8=20
- Vasili Ivanchuk +5−1=20
- Gata Kamski +11−5=16
- Garri Kaspárov +21−28=129
- Víktor Korchnói +31−14=63
- Vladímir Krámnik +3−2=10
- Nigel Short +9−6=17
- Borís Spaski +14−2=23
- Veselin Topalov +4−5=12
- Mijaíl Tal +1−1=19

## Libros
- Mosaico Ajedrecistico (1981, Raduga)
- Aprenda de sus derrotas (1986, Editorial Gedisa)
- Como Ganar Contra La Defensa Gruenfeld (1989, Zugarto Ediciones)
- Mis finales favoritos (1992, Zugarto Ediciones)
- Como jugar las aperturas abiertas (1992, Zugarto Ediciones)
- Como jugar las aperturas semiabiertas (1993, Zugarto Ediciones)
- Como jugar las aperturas semicerradas (1993, Zugarto Ediciones)
- Como jugar las aperturas cerradas (1993, Zugarto Ediciones)
- Elista Diaries Kárpov-Kamsky 1996 (1996, R & D Publishing)
- Super Ajedrez (2000, Sprole)
- Ajedrez aprender y progresar (2007, Editorial Paidotribo)
- How to play the english opening (2007, BT Batsford)
- Find the right plan (2008, BT Batsford)
- La defensa Caro Kann Volumen 1 (2008, Ediciones Tutor)
- La defensa Caro Kann Volumen 2 (2008, Ediciones Tutor)
- Kárpov Mis Mejores Partidas (2009, Hispano Europea)
- La estrategia en el ajedrez (2010, Hispano Europea)

## Actividades fuera del ajedrez
Kárpov también realizó otro tipo de actividades importantes, como, por ejemplo:
- Diputado del Congreso de Rusia
- Presidente del Fondo Internacional para la Paz
- Presidente de la comisión para los damnificados de Chernóbil.
- Embajador UNICEF.
- Filatelista https://www.upu.int/en/news/2014/4/karpov-puts-his-stamp-on-olympics-and-chess?utm_source

## Reconocimientos
- Orden de Lenin
- Bandera Roja de la Orden de Trabajo
- Diploma honorario del Parlamento Ruso
- Condecoración de la Iglesia Ortodoxa Rusa

## Candidato a la presidencia de la FIDE 2010
En el 2010 postuló como candidato a la presidencia de la Federación Internacional de Ajedrez (FIDE), recibiendo apoyo de su antiguo rival Garri Kaspárov, Magnus Carlsen, Nigel Short, entre otros jugadores de élite y de algunas federaciones, pero no fue suficiente para derrotar a Kirsan Ilyumzhinov, perdiendo las elecciones por 55 a 95.

## Resumen de periodos como campeón mundial
| Anterior: Bobby Fischer  | Campeón del mundo de ajedrez 1975-1985            | Siguiente: Garri Kaspárov     |
| Anterior: Garri Kaspárov | Campeón del mundo de ajedrez de la FIDE 1993-1999 | Siguiente: Aleksandr Jálifman |